# Lomas de Vinazco
Lomas de Vinazco är en ort i Mexiko.   Den ligger i kommunen Álamo Temapache och delstaten Veracruz, i den sydöstra delen av landet, 210 km nordost om huvudstaden Mexico City. Lomas de Vinazco ligger 96 meter över havet och antalet invånare är 800.
Terrängen runt Lomas de Vinazco är kuperad åt sydost, men åt nordväst är den platt. Runt Lomas de Vinazco är det ganska tätbefolkat, med 65 invånare per kvadratkilometer. Närmaste större samhälle är La Ceiba, 12,6 km söder om Lomas de Vinazco. Trakten runt Lomas de Vinazco består till största delen av jordbruksmark.